# Проспект Машерова (Брест)
Проспект Машерова (бывшая улица Московская) — главный городской диаметр и главная транспортная артерия города Бреста, пересекающая его с юго-запада на восток, параллельно реке Мухавец. Протяжённостью 8,5 км, на востоке сливается с трассой Брест-Москва. Образовался в нынешних границах до 1965 года. Соединяет Московский и Ленинский районы. Мемориальный комплекс «Брестская крепость-герой» пространственно связывает район центра города в районе улиц Ленина и Советской с промышленным районом на углу ул. Пионерская, микрорайон Восточный и выезд на Минское шоссе.

## Расположение
Ориентирован с запада на восток. Начинается от пересечения с улицей Зубачёва, с севера примыкает к улицам Веры Хоружей и Коммунистической, пересекает улицы Ленина, Карла Маркса, 17 сентября, Советскую, с севера примыкает к улице Карбышева, затем пересекает бульвар Космонавтов, улицу Кирова, с севера примыкает к улицам Халтурина и Нефтяная, с юга — к улицам МАДРА, Малая, Краснознаменская, после пересечения с железнодорожными путями переходит в улицу Московскую. Протяженность улицы около 3,5 км.

## Описание
Уникальный архитектурно-художественный облик улицы создается масштабным соотношением ширины и профиля главной магистрали, высоты зданий и ритмичным чередованием зданий административно-культурно-бытового, жилого, образовательного и промышленного назначения. предприятия.
Он состоит из четырёх участков, отличающихся своей историей и архитектурным обликом: западный (от крепости до ул. Ленина; не имеет регулярной застройки), центральный (от ул. Ленина до Кобринского моста; исторический центр улицы), участок от Кобринского моста до ул. Пионерская (здание начала XX века, одноэтажный усадебный тип) и восточная (от ул. Пионерской до перехода на трассу Брест-Москва).

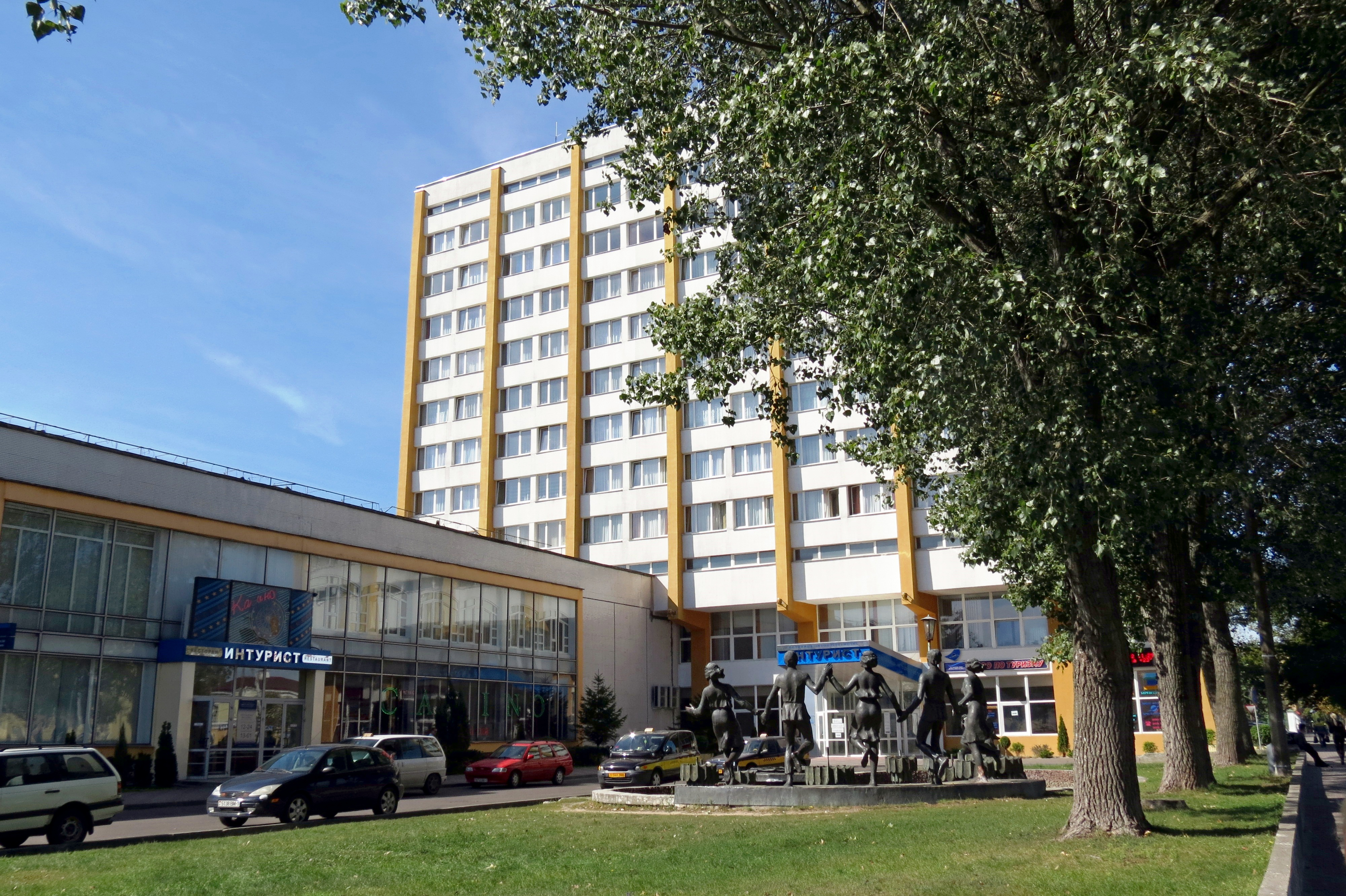
Гостиница «Интурист»

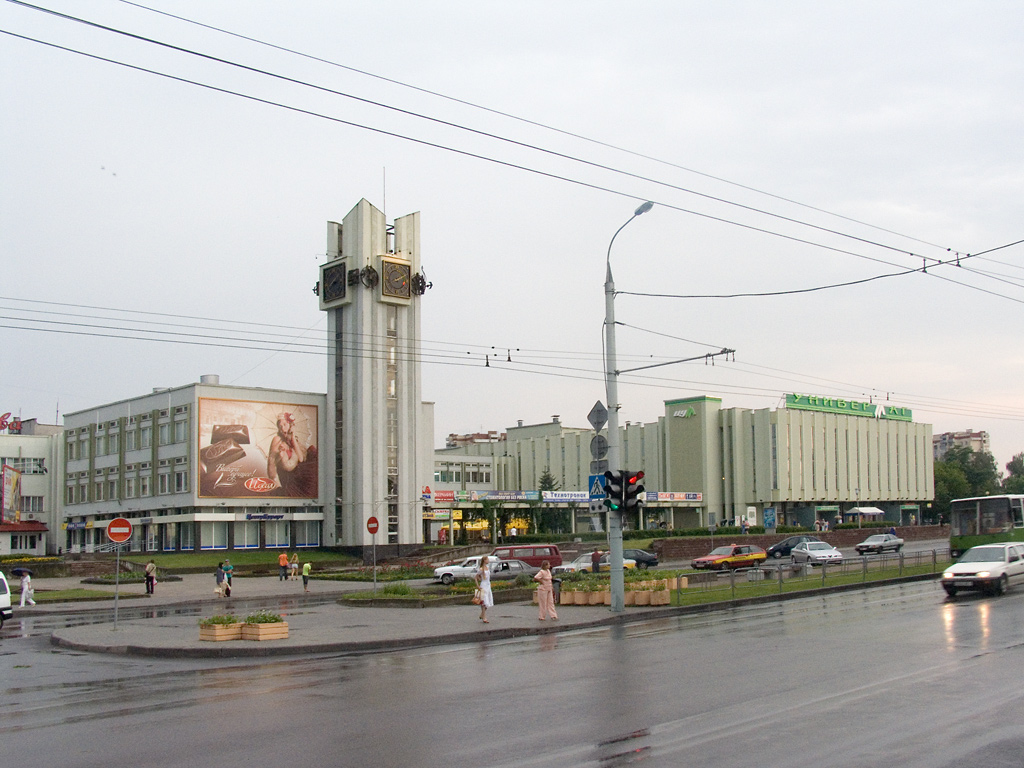
Центральный универмаг Бреста

Композиция застройки западной части, которую образуют пятиэтажные жилые дома, заканчивается на углу ул. Площадь Ленина с памятником советским пограничникам (1972 года, скульптор М. Альтшулер, архитекторы А. В. Горбачев, М. Миловидов). Архитектурный ансамбль образовался на углу улиц 17 Сентября и Советской, 17, где были построены гостиница «Интурист», торговый центр и восьмиэтажное здание производственно-технического отдела связи.
На углу бульваров Космонавтов и Шевченко создан второй композиционный узел с девятиэтажным жилым домом с магазином «Одежда», бюстом дважды Героя Советского Союза П. И. Климука (1978, скульптор И. Мисько, архитектор С. Батковский).
В 1960-х и 1970-х годах на территории, ограниченной проспектом Машерова, улицами Я. Купалы и Пионерской, возводились здания восточного промышленного комплекса. С 1967 года строится новый жилой район Востока (архитекторы В. Аникин, А. Кудиненко, П. Лагуновская), включающий семь кварталов и общественный центр. Застройку микрорайонов северной стороны улицы формируют высотные акценты двадцатиэтажных жилых домов из монолитного железобетона в начале, середине и конце магистрали, девятиэтажных жилых домов, пластичность фасады которого обогащены передними двухэтажными объёмами культурно-бытовых предприятий (архитекторы Р. Шилай, Аникин, А. Ляшук). Важным структурно-планировочным элементом жилого района Восток является комплекс Брестского государственного технического университета, к которому со стороны реки примыкает студенческий городок с водноспортивным комплексом. На углу Партизанского проспекта построен трехэтажный Дворец культуры областного совпрофа с залами на 653 и 400 мест (1980, арх. Г. Чистяков).

## Дома
- № 15 — гостиница «Интурист» (1975 г., арх. Г. Бенедиктов , В. Астапович, Л. Лукомская).
- № 22 — Историко-культурная ценность Беларуси, код 112Е000002[1]
- № 30 — Историко-культурная ценность Беларуси, код 112Е000002[1]

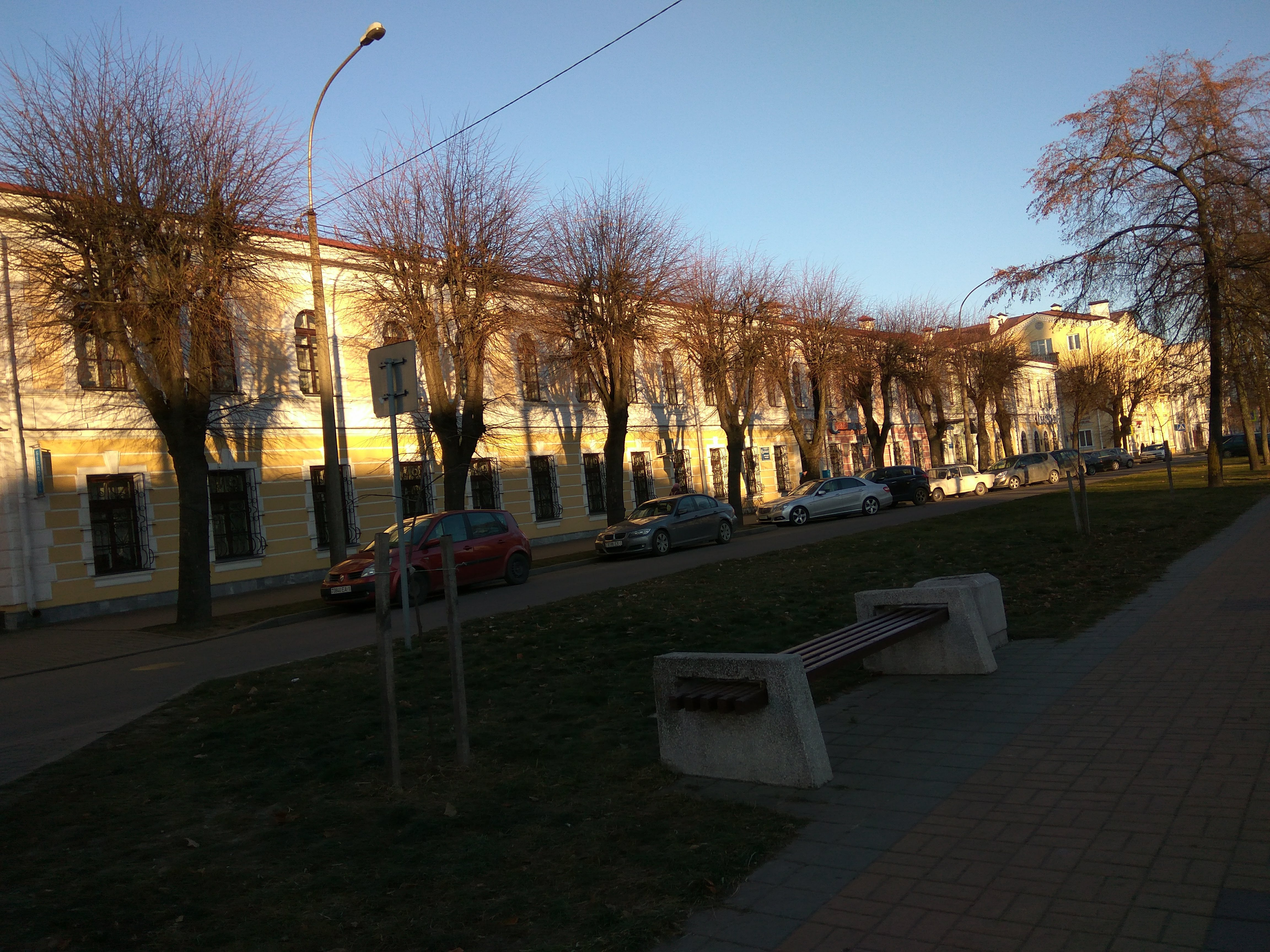
Дом № 32, здание Главпочтампа

- № 32 — Дом (середина XIX века) — Историко-культурная ценность Беларуси, код 113Г000018[2]
- № 34 — Историко-культурная ценность Беларуси, код 112Е000002[1]
- № 42 — Историко-культурная ценность Беларуси, код 112Е000002[1]
- № 44 — Историко-культурная ценность Беларуси, код 112Е000002[1]
- № 48 — Историко-культурная ценность Беларуси, код 112Е000002[1]
- № 50 — двухэтажное здание. Восстановлен в 2001 году по проекту архитектора Ю. Н. Казакова[3]. — Историко-культурная ценность Беларуси, код 112Е000002[1]

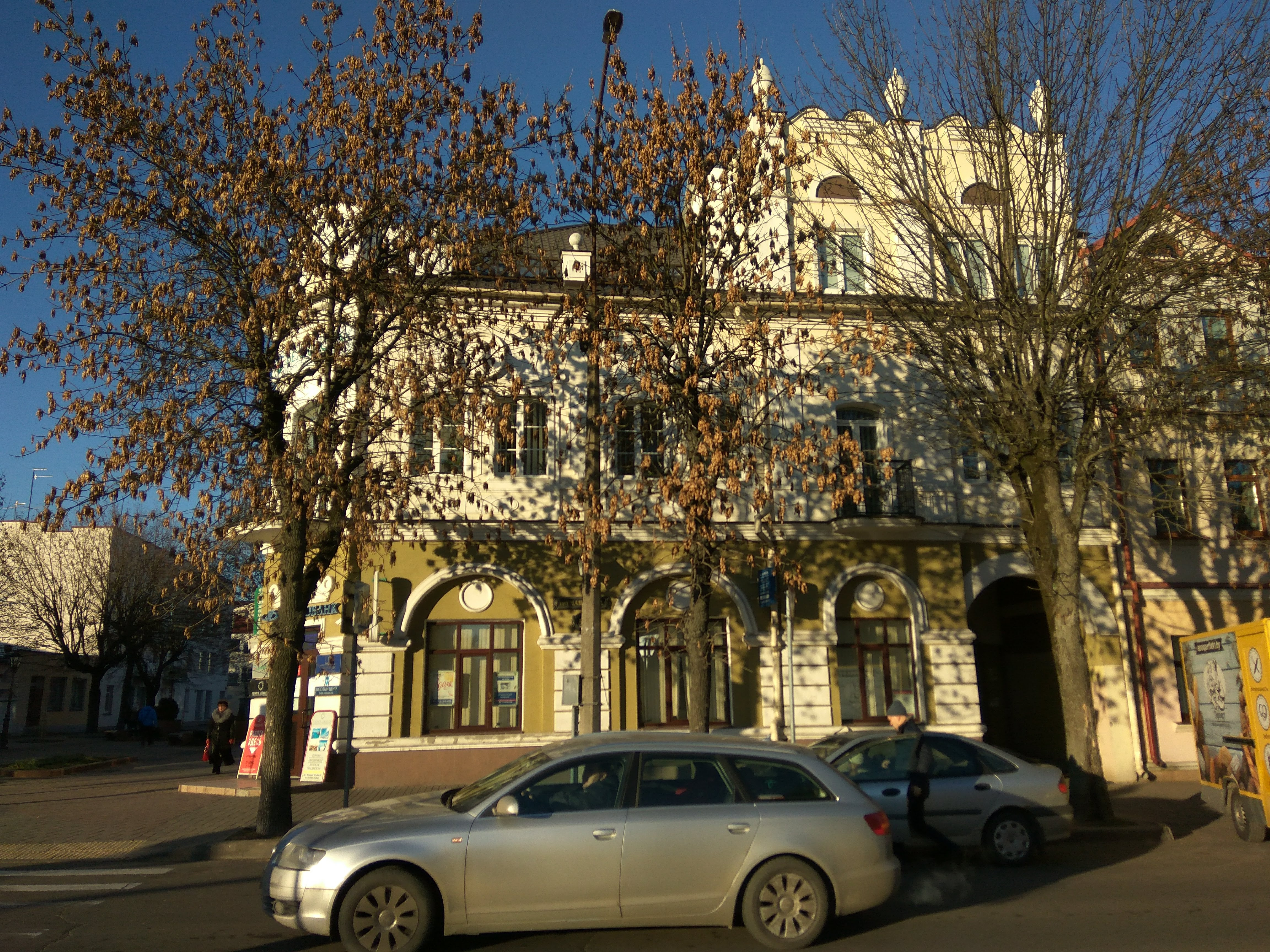
Дом № 52

- № 52 — двухэтажное здание. (2014, арх. Ю. Н. Казаков)[3]. — Историко-культурная ценность Беларуси, код 112Е000002[1]
- № 54 — Историко-культурная ценность Беларуси, код 112Е000002[1]
- № 75, корпус 1 — здание издательства газеты «Заря» (1980, архитекторы В. Арсеньев, А. Казюков).